# Vadhavan
Vadhavan o Vadhyaman  fou un estat tributari protegit del districte de Khandesh, a la presidència de Bombai, en el grup anomenat Estats Dangs. Tenia una població de 110 habitants, amb uns ingressos estimats de 24 lliures. El sobirà vers el 1880 era Lakhsman Rama, un bhil de poc més de 30 anys amb residència a Shevji. La successió seguia el principi de primogenitura